# Окилтри (округ)
Округ О́килтри (англ. Ochiltree County) расположен в США, штате Техас, в приграничной зоне Техасского выступа. Официально образован в 1876 году и назван в честь Уильяма Окилтри — генерального прокурора Республики Техас. По состоянию на 2000 год, численность населения составляла 9006 человек. Окружным центром является город Перритон. Округ Окилтри входит в число 46 округов Техаса с действующим сухим законом или ограничениями на продажу спиртных напитков.

## География
По данным Бюро переписи США, общая площадь округа равняется 2378 км², из которых 2376 км² суша и 2 км² или 0,06 % это водоёмы. В окружном центре Перритон средняя температура июля составляет 25,6 °С со средним максимумом 33 °С, средняя температура января — −0,1 °С со средним минимумом −7,6 °С.

### Соседние округа
- Бивер (северо-восток)
- Липском (восток)
- Робертс (юг)
- Техас (север)
- Хансфорд (запад)

## Демография
По данным переписи населения 2000 года в округе проживало 9006 жителей, в составе 3261 хозяйств и 2488 семей. Плотность населения была 4 человека на 1 квадратный километр. Насчитывалось 3769 жилых домов, при плотности покрытия 2 постройки на 1 квадратный километр. По расовому составу население состояло из 86,2 % белых, 0,13 % чёрных или афроамериканцев, 0,94 % коренных американцев, 0,39 % азиатов, 0,01 % коренных гавайцев и других жителей Океании, 10,28 % прочих рас, и 2,04 % представители двух или более рас. 13,79 % населения являлись испаноязычными или латиноамериканцами.
Из 3261 хозяйств 40,9 % воспитывали детей возрастом до 18 лет, 64 % супружеских пар живших вместе, в 7,9 % семей женщины проживали без мужей, 23,7 % не имели семей. На момент переписи 21 % от общего количества жили самостоятельно, 9,3 % лица старше 65 лет, жившие в одиночку. В среднем на каждое хозяйство приходилось 2,74 человека, среднестатистический размер семьи составлял 3,18 человека.
Показатели по возрастным категориям в округе были следующие: 30,6 % жители до 18 лет, 8,4 % от 18 до 24 лет, 28,7 % от 25 до 44 лет, 20,7 % от 45 до 64 лет, и 11,7 % старше 65 лет. Средний возраст составлял 34 года. На каждых 100 женщин приходилось 99,8 мужчин. На каждых 100 женщин в возрасте 18 лет и старше приходилось 96,9 мужчин.
Средний доход на хозяйство в округе составлял 38 013 $, на семью — 45 565 $. Среднестатистический заработок мужчины был 31 558 $ против 19 890 $ для женщины. Доход на душу населения был 16 707 $. Около 9,8 % семей и 13 % общего населения находились ниже черты бедности. Среди них было 17,9 % тех кому ещё не исполнилось 18 лет, и 8,7 % тех кому было уже больше 65 лет.

## Политическая ориентация
На президентских выборах 2004 года Джордж Буш собрал в округе 91,5 % голосов, его оппонент Джон Керри довольствовался 8 %.
На президентских выборах 2008 года Джон Маккейн получил 91,7 % голосов избирателей против 7,8 % у демократа Барака Обамы. В целом выборы продемонстрировали, что республиканская партия в Окилтри имеет надёжную почву. Округ стабильно входит в первую тройку самых республиканских округов США.
В Техасской палате представителей округ Окилтри числится в составе 88-го района. С 1989 года интересы округа представляет республиканец Уоррен Чисам из Пампы.

## Населённые пункты

### Города, посёлки, деревни
- Перритон
- Букер[5]

### Немуниципальные территории
- Уока
- Окилтри
- Туитчелл
- Фарсуэрт
- Хантун

## Образование
Образовательную систему округа составляют следующие учреждения:
- школьный округ Перритон[6]
- школьный округ Букер[7] (частично)

## Галерея

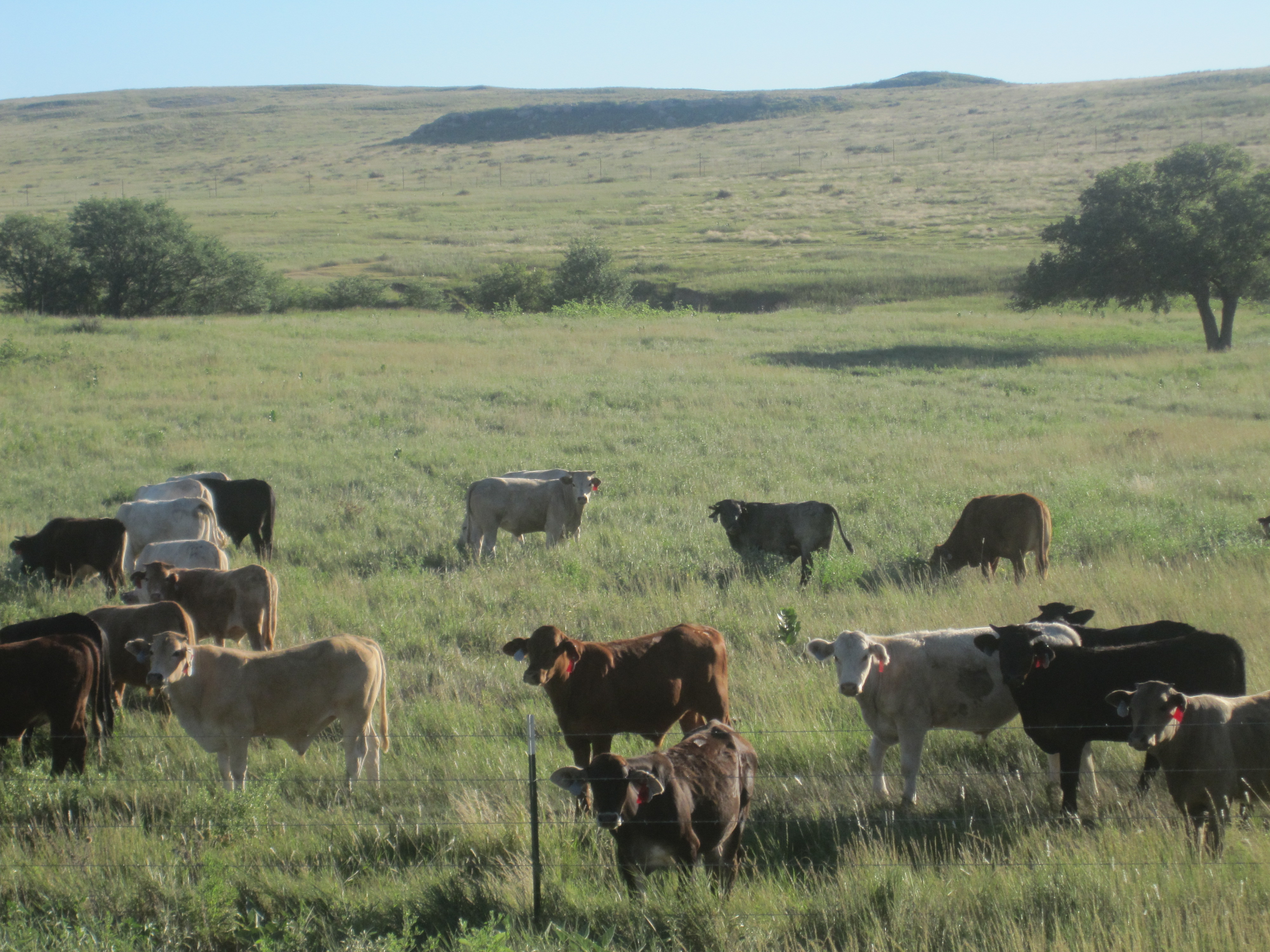
Выпас скота в округе Окилтри
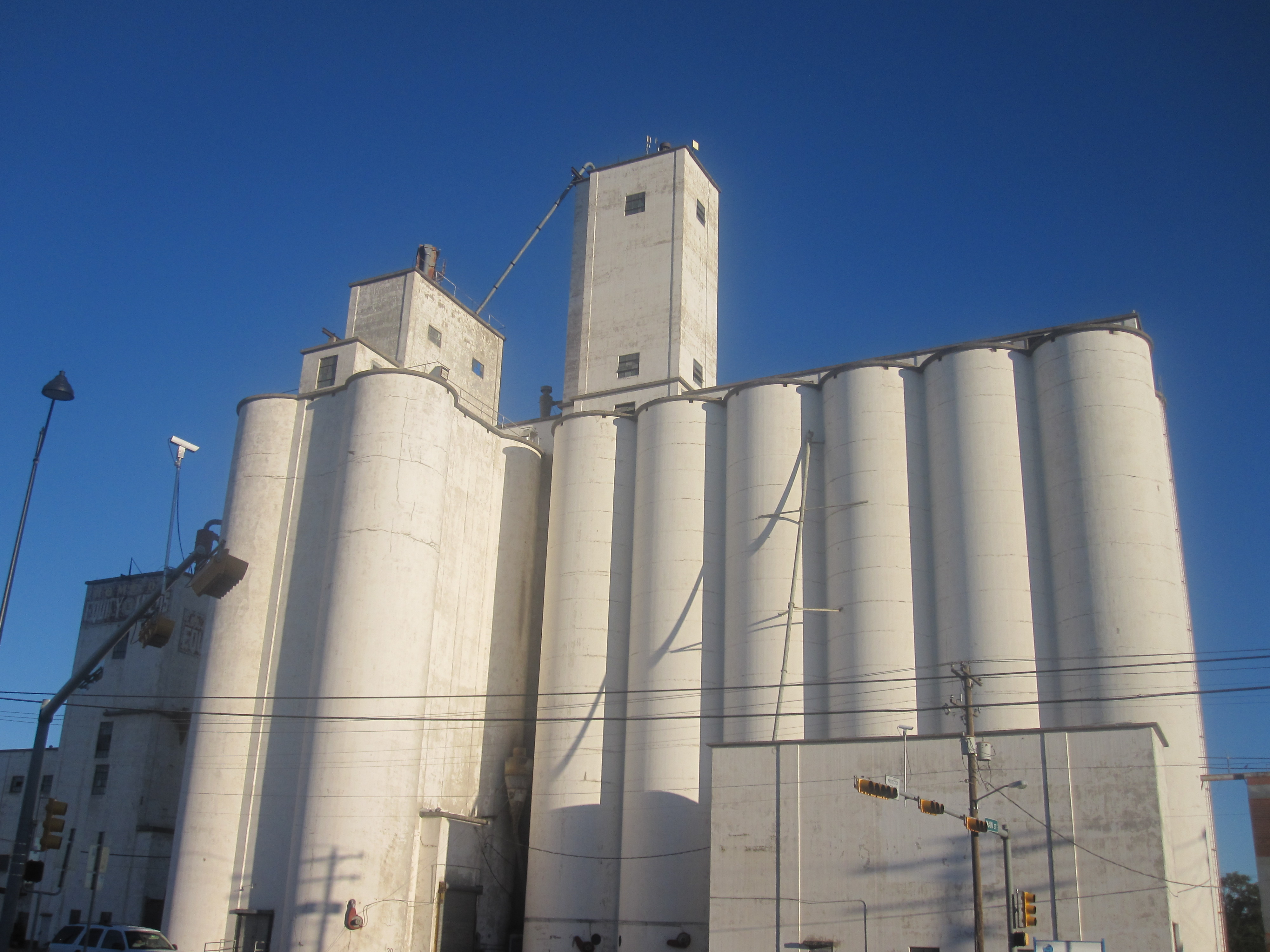
Элеватор в Перритоне